# Neochalcis osmicida
Neochalcis osmicida är en stekelart som först beskrevs av Saunders 1873.  Neochalcis osmicida ingår i släktet Neochalcis och familjen bredlårsteklar. Inga underarter finns listade i Catalogue of Life.